# Franciszek Kucybała

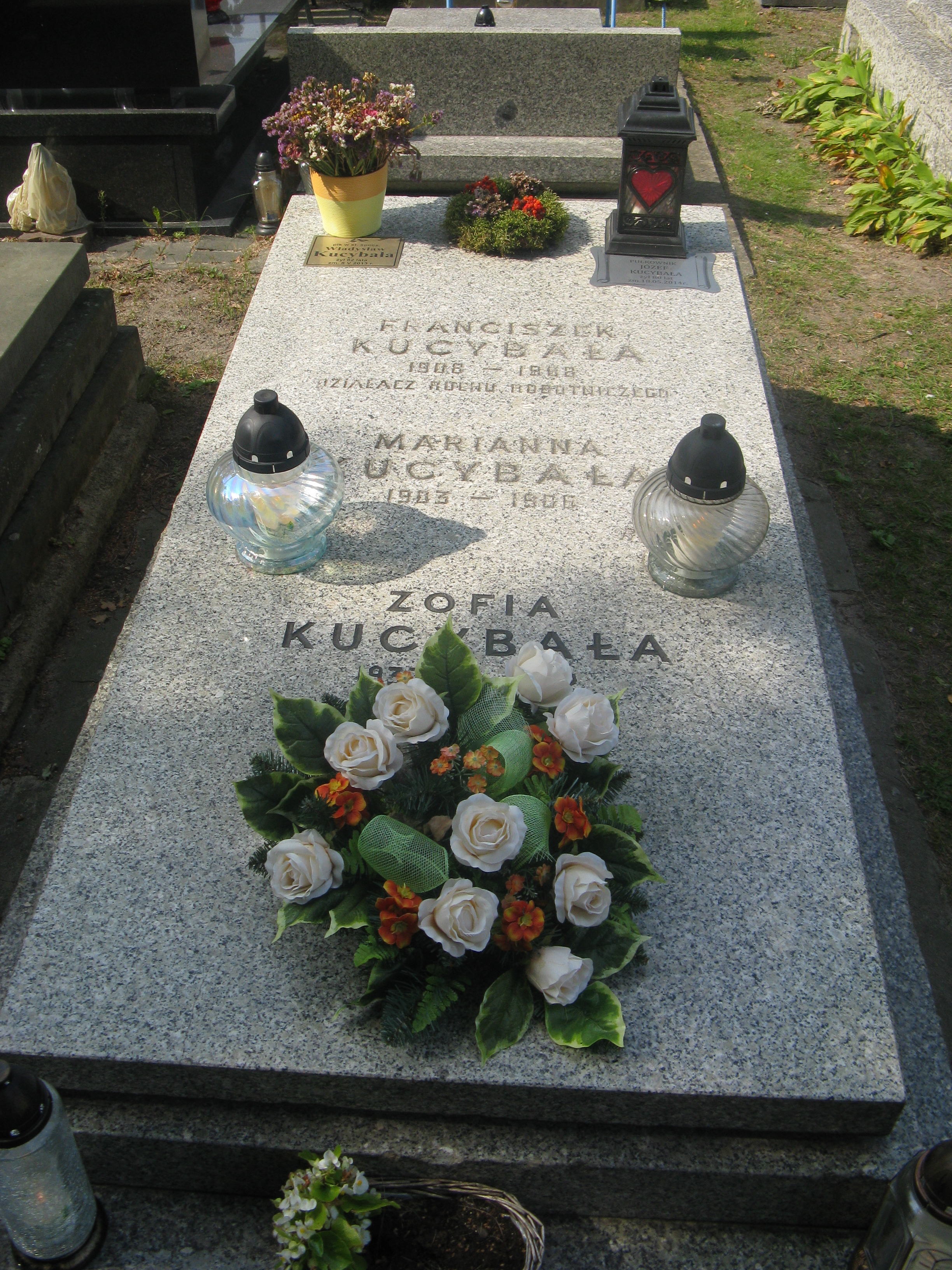
Grób Franciszka Kucybały na Cmentarzu Wojskowym na Powązkach

Franciszek Kucybała ps. „Stary Franek” (ur. 2 listopada 1908 w Wojsławicach, zm. 19 listopada 1968 w Warszawie) – bojownik ruchu oporu podczas II wojny światowej, od 1942 dowódca pińczowskiego okręgu Gwardii Ludowej i Armii Ludowej, współorganizator Republiki Pińczowskiej.

## Życiorys
Po ukończeniu 5 klas szkoły powszechnej prowadził gospodarstwo ojca straconego w 1914 przez Austriaków. W 1926 wstąpił do Niezależnej Partii Chłopskiej i Komunistycznej Partii Polski. W 1930–1932 odbywał służbę wojskową. Sekretarz komórki KPP. Kilkakrotnie zatrzymywany przez policję przed 1 maja. Po rozwiązaniu KPP, w 1939 wstąpił do Stronnictwa Ludowego. Jesienią 1940 utworzył konspiracyjną grupę byłych działaczy KPP, NPCh i SL.
Od maja 1942 organizował Polską Partię Robotniczą w okolicach Pińczowa. Od lipca 1942 członek Miechowskiego Komitetu Podokręgowego PPR. We wrześniu 1942 współorganizował oddział partyzancki GL w powiecie pińczowskim, potem został dowódcą Podokręgu GL Pińczów. Członek Komitetu Okręgowego (KO) PPR. Od marca 1944 dowódca Okręgu AL „Wiślica”, doprowadził do połączenia oddziału Batalionów Chłopskich Józefa Maślanki z oddziałem AL Zygmunta Bieszczanina. Od lipca 1944 był przewodniczącym konspiracyjnej pińczowskiej Powiatowej Rady Narodowej (PRN). 23 lipca 1944 brał udział w posiedzeniu założycielskim WRN w Kielcach. Współorganizator 1 Brygady AL Ziemi Krakowskiej im. Bartosza Głowackiego. Od listopada 1944 major AL. W lutym 1945 został zastępcą pełnomocnika ds. reformy rolnej na województwo kieleckie. Był delegatem na 1 Zjazd PPR w grudniu 1945.
W 1946–1948 przewodniczący Powiatowej Rady Narodowej w Pińczowie, 1948–1950 zastępca komendanta wojewódzkiego Milicji Obywatelskiej w Gdańsku, 1950–1953 przewodniczący PRN w Pruszczu Gdańskim. W 1949–1954 prezes zarządu Okręgowego ZBoWiD w Gdańsku. Od 1955 radca w Centralnym Związku Rolniczych Spółdzielni Produkcyjnych w Warszawie. Od 1962 na rencie dla zasłużonych. Był odznaczony m.in. Krzyżem Komandorskim Orderu Odrodzenia Polski i Orderem Krzyża Grunwaldu III klasy. Pochowany na wojskowych Powązkach (kwatera D6-1-1a).

## Ordery i odznaczenia
- Krzyż Komandorski Orderu Odrodzenia Polski
- Orderem Krzyża Grunwaldu III klasy
- Złota Odznaka honorowa „Za Zasługi dla Warszawy” (1967)[2]